# Shamhat

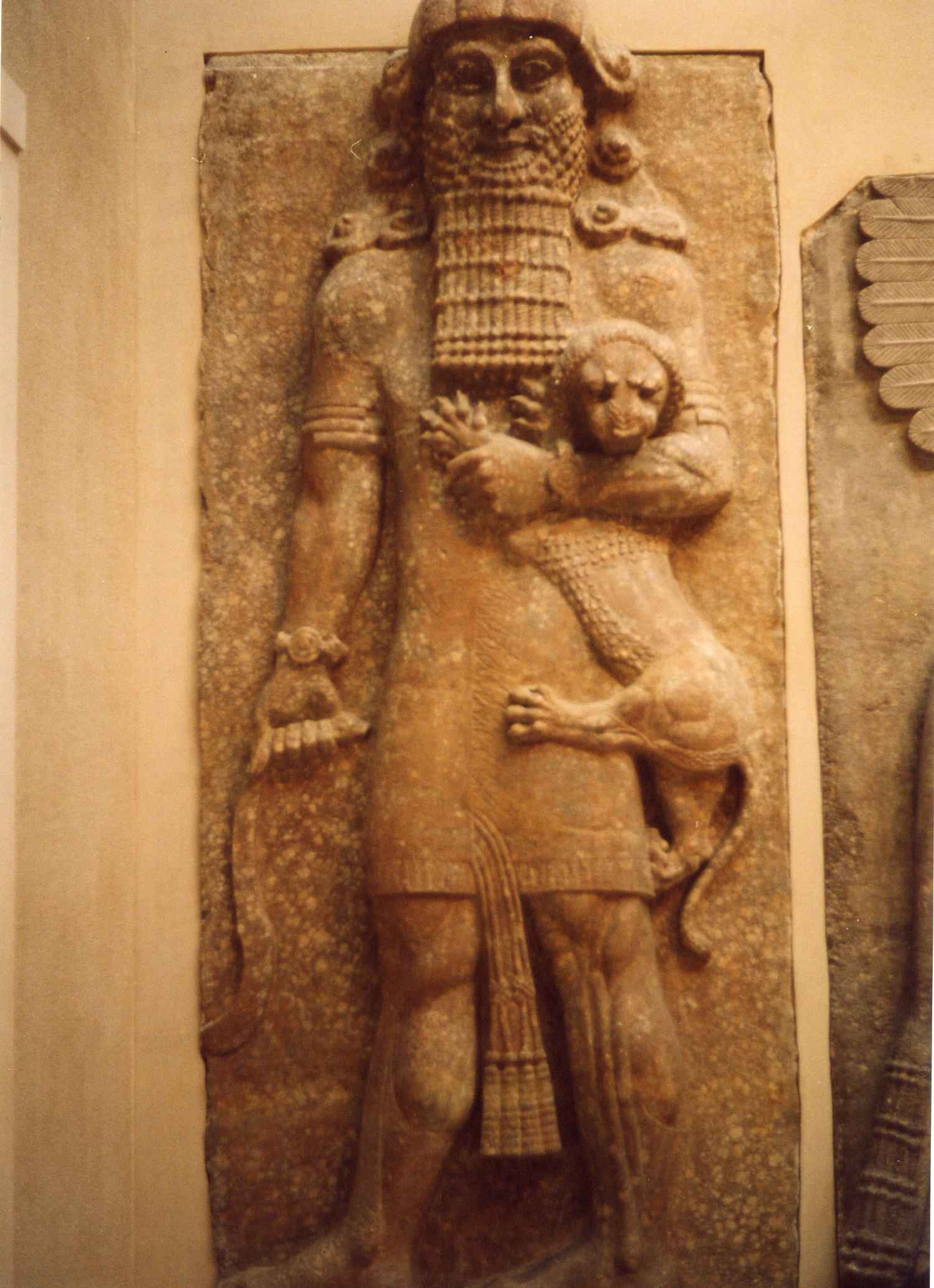
Esta escultura, titulada "Hero mastering a lion", representa una poderosa imagen de un héroe (Enkidu) que domina a un león

Shamhat (o Šamhat, también llamada Shamkat en la antigua versión babilónica de Gilgamesh) es un personaje femenino que aparece en las Tablillas I y II del Poema de Gilgamesh y se menciona en la Tablilla VII. Es una prostituta sagrada o naditu que juega un papel importante en poner al hombre salvaje Enkidu en contacto con la civilización.

## En el Poema de Gilgamesh
Shamhat desempeña un papel primordial en la Tablilla I, ya que es la encargada de domar a Enkidu, creado por los dioses como rival del poderoso Gilgamesh. 
Los textos le otorgan el "kuzbu" o atractivo sexual, que usa para tentar a Enkidu y sacarlo de su estado salvaje, civilizándolo a través de las relaciones sexuales continuadas. Por desgracia para Enkidu, después de disfrutar a Shamhat durante "seis días y siete noches", sus antiguos compañeros, los animales salvajes, le rehúyen aterrados al congregarse en el pozo donde solían beber. Shamhat le convence de que le siga y se una al mundo civilizado en la ciudad de Uruk, donde gobierna Gilgamesh, de modo que rechace su antigua vida salvaje que compartía con los animales en las colinas. A partir de este momento, Gilgamesh y Enkidu sostienen vínculos amicales profundos. Ellos  comparten numerosas aventuras, comenzando por el Bosque de Cedros y su encuentro con Humbaba.

## Importancia
La palabra que da nombre a este personaje, Shamhat, es la forma femenina del adjetivo acadio "šamhu", que proviene del verbo "šamāhu", cuya traducción podría denotar  "ser magnífico". Por lo tanto, su nombre se traduciría como "la varona magnífica".
Su papel en sacar a Enkidu de su estado de naturaleza y traerlo a la civilización a través del sexo ha sido ampliamente discutido. Rivkah Harris sostiene que "el papel intermedio de la prostituta en la transformación de Enkidu de uno a gusto entre la naturaleza y los animales salvajes, a un ser humano es crucial". Según el clasicista Paul Friedrich, las habilidades sexuales de Shamhat establecen "la conexión entre sensualidad sofisticada o artística, y la civilización". Sus artes sexuales llevaron a Enkidu a comprender cómo los impulsos animales básicos pueden transformarse en algo sofisticado o "civilizado". Los mesopotámicos creían que la prostitución era una de las características básicas de la civilización: "un representante principal de la vida urbana". Shamhat luego se convierte en la "madre" urbana de Enkidu, enseñándole los conceptos básicos de la vida civilizada, comer, beber vino y vestirse.